# Iva Prandzheva
Iva Prandzheva, en bulgare : Ива Пранджева, (née le 15 février 1972 à Plovdiv) est une athlète bulgare spécialiste du triple saut et du saut en longueur. Elle a remporté 9 médailles internationales lors de sa carrière. Elle a été suspendue 2 ans pour dopage à la suite d'un contrôle positif aux Jeux olympiques de 1996 à Atlanta.

## Carrière

### Premier titre
Iva Prandzheva remporte son premier titre international en saut en longueur dans sa ville natale, Plovdiv, à l'occasion des championnats du monde junior en 1990. L'année suivante, elle se qualifie aux championnats du monde en saut en longueur toujours, mais elle échoue en qualification.

### Découverte du triple saut et années fastes
En 1993, Iva Prandzheva commence à concourir au triple saut, discipline dans laquelle elle obtient de très bons résultats. Elle réussit cette année-là la performance de 14,23 m à Stuttgart lors des championnats du monde en salle, ce qui lui permet de prendre une 3e place et une médaille de bronze dans un concours où le record du monde est battu par la russe Anna Biryukova. En 1994, elle s'initie au 100 mètres sans succès et elle ne parvient pas à se qualifier aux championnats d'Europe de Barcelone. L'année suivante, Iva Prandzheva apporte à la Bulgarie deux médailles d'argent aux championnats du monde et aux championnats du monde en salle. Elle s'essaie également au saut en hauteur cette année-là mais ne rééditera pas l'expérience. Pendant, ces années, elle continue de pratiquer le saut en longueur et elle réalise son record en 1995 avec 6,88 m.

## Palmarès
Ce tableau présente les résultats en grand championnat d'Iva Prandzheva :
| Date                    | Compétition                    | Lieu      | Épreuve          | Résultat | Performance |
| ----------------------- | ------------------------------ | --------- | ---------------- | -------- | ----------- |
| 8 - 12 août 1990        | Championnats du monde junior   | Plovdiv   | Saut en longueur | 1er      | 6,53 m      |
| 23 - 1er septembre 1991 | Championnats du monde          | Tokyo     | Saut en longueur | Qualif.  | Inconnue    |
| 13 - 21 août 1993       | Championnats du monde          | Stuttgart | Triple saut      | 3e       | 14,23 m     |
| 5 - 13 août 1995        | Championnats du monde          | Göteborg  | Triple saut      | 2e       | 15,18 m     |
| 10 - 12 mars 1995       | Championnats du monde en salle | Barcelone | Triple saut      | 2e       | 14,71 m     |
| 9 - 10 mars 1996        | Championnats d'Europe en salle | Stockholm | Triple saut      | 1er      | 14,54 m     |
| 26 - 7 août 1996        | Jeux olympiques                | Atlanta   | Triple saut      | DSQ      | DSQ         |
| 5 - 7 mars 1999         | Championnats du monde en salle | Maebashi  | Triple saut      | 2e       | 14,94 m     |
| 5 - 7 mars 1999         | Championnats du monde en salle | Maebashi  | Saut en longueur | 3e       | 6,78 m      |
| 25 - 27 février 2000    | Championnats d'Europe en salle | Gand      | Triple saut      | 3e       | 14,63 m     |
| 25 - 27 février 2000    | Championnats d'Europe en salle | Gand      | Saut en longueur | 3e       | 6,80 m      |

## Records
Ce tableau présente les records personnels d'Iva Prandzheva :
| Épreuve          | Performance | Lieu           | Date            |
| ---------------- | ----------- | -------------- | --------------- |
| Triple saut      | 15,18 m     | Göteborg       | 10 août 1995    |
| Saut en longueur | 6,90 m      | Sofia (indoor) | 20 janvier 1999 |
| 100 mètres       | 11,49 s     | Sofia          | 14 mai 1994     |
| Saut en hauteur  | 1,85 m      | Plovdiv        | 23 avril 1995   |